# Polly Emery
Polly Emery (1875 – 1958) foi uma atriz britânica da era do cinema mudo.

## Filmografia selecionada
- Watch Your Step (1920)
- The Case of Lady Camber (1920)
- Nothing Else Matters (1920)
- A Sister to Assist 'Er (1922)
- If Four Walls Told (1922)
- The Pauper Millionaire (1922)
- A Sister to Assist 'Er (1927)
- A Honeymoon Adventure (1931)
- The Good Companions (1933)
- Peg of Old Drury (1935)
- A Sister to Assist 'Er (1938)